# Thào Chư Phìn
Thào Chư Phìn là xã thuộc huyện Si Ma Cai, tỉnh Lào Cai, Việt Nam.

## Địa lý
Xã Thào Chư Phìn nằm ở phía tây bắc của huyện Si Ma Cai, có vị trí địa lý:
- Phía đông giáp xã Bản Mế
- Phía nam giáp xã Sín Chéng
- Phía tây giáp huyện Mường Khương
- Phía bắc giáp huyện Mường Khương (ranh giới tự nhiên của xã Thào Chư Phìn với huyện Mường Khương là sông Chảy).

Các dân tộc trên địa bàn xã gồm: H'Mông có 1.560 người, Thu Lao có 410 người, Kinh có 39 người, dân tộc khác có 10 người.

## Lịch sử
Năm 1966, huyện Bắc Hà thuộc tỉnh Lào Cai được chia tách thành huyện Bắc Hà mới và huyện Si Ma Cai, xã Thào Chư Phìn thuộc huyện Si Ma Cai.
Năm 1975, các tỉnh Yên Bái, Lào Cai và Nghĩa Lộ (trừ huyện Bắc Yên và huyện Phù Yên) sáp nhập thành tỉnh Hoàng Liên Sơn, xã Thào Chư Phìn thuộc huyện Si Ma Cai, tỉnh Hoàng Liên Sơn.
Năm 1979, huyện Si Ma Cai lại sáp nhập vào huyện Bắc Hà, xã Thào Chư Phìn thuộc huyện Bắc Hà, tỉnh Hoàng Liên Sơn.
Năm 1991, tỉnh Hoàng Liên Sơn chia tách thành 2 tỉnh là Yên Bái và Lào Cai, xã Thào Chư Phìn thuộc huyện Bắc Hà, tỉnh Lào Cai.
Năm 2000, xã Thào Chư Phìn thuộc huyện Si Ma Cai mới tái lập.